# Nationalisme biélorusse

Le drapeau blanc-rouge-blanc est un symbole commun du nationalisme biélorusse, en particulier parmi les voix pro-occidentales.

Le nationalisme biélorusse renvoie à la conviction que les Biélorusses devraient constituer une nation indépendante. Le nationalisme biélorusse a commencé à émerger au milieu du XIXe siècle, lors de l'insurrection de Janvier contre l'Empire russe. La Biélorussie a d'abord déclaré son indépendance en 1917 sous le nom de République populaire biélorusse, mais a été envahi et annexé par la République socialiste fédérative soviétique de Russie en 1918, devenant ainsi partie de l'Union soviétique. Les nationalistes biélorusses ont collaboré et combattu avec l'Allemagne nazie pendant la Seconde Guerre mondiale, et ont protesté pour l'indépendance de la Biélorussie à la fin des années 1980 et au début des années 1990.
Historiquement, le nationalisme biélorusse a été divisé en deux groupes : pro-occidental et pro-russe. Ces différents groupes ont continuellement cherché à prendre le contrôle de l'autre depuis le début des années 1860. Ces groupes sont en outre divisés selon des lignes religieuses, les catholiques appartenant au camp pro-occidental et les chrétiens orthodoxes orientaux appartenant au camp pro-russe. Diverses tentatives historiques ont été faites pour unifier la Biélorussie sous une religion unique, avec l'Église unie ruthène avant 1917 et le protestantisme dans les années 1920, mais toutes ces tentatives ont échoué.

La Pahonie est le symbole héraldique le plus populaire parmi les nationalistes biélorusses.

En Biélorussie, le nationalisme biélorusse est une position controversée. Le gouvernement d'Alexandre Loukachenko a hésité entre la promotion du nationalisme biélorusse pro-russe et l'unification avec la Russie. Les nationalistes biélorusses pro-occidentaux ont été liés par le gouvernement à la collaboration avec l'Axe et l'Allemagne nazie afin de discréditer l'opposition biélorusse et de légitimer le régime de Loukachenko. Le groupe pro-occidental a contrecarré les revendications de Loukachenko en s'associant à la résistance biélorusse pendant la Seconde Guerre mondiale.

## Origines

### Débuts
Certains nationalistes biélorusses, parmi eux Mikola Iermalovitch, ont cité le Grand-duché de Lituanie comme le premier État biélorusse. Cette théorie pseudo-historique, communément appelée le litvinisme, est née des efforts déployés par l'Empire russe pour propager l'idée d'une Lituanie plus favorable aux intérêts tsaristes après la partition de la Pologne. Ces idées réapparurent dans le cadre de la politique de Józef Piłsudski pour rationaliser l'annexion de Vilnius par la Seconde République polonaise, avant d'être cooptées par les nationalistes biélorusses après la dissolution de l'Union soviétique,,. Plusieurs membres de l'opposition biélorusse, dont Zianon Pazniak, ont tenté de présenter le litvinisme comme un mouvement artificiellement gonflé par le gouvernement russe dans une tentative de diffamer le nationalisme biélorusse. En outre, le président biélorusse Alexandre Loukachenko, des scientifiques biélorusses et des membres de l'opposition biélorusse à Loukachenko ont raconté que la capitale lituanienne Vilnius était historiquement biélorusse et avait été fondée par les Biélorusses,,,.
Francysk Skaryna, imprimeur de livres du XVIe siècle, est devenu une figure unificatrice des nationalistes biélorusses et une figure biélorusse des années 1920. Skaryna, qui a été le premier à traduire la Bible dans le « Simple discours » de l'époque, a d'abord été rejeté comme membre de la « bourgeoisie de Polotsk » dans les années 1930. Cependant, après la Seconde Guerre mondiale, l'image de Skaryna a connu une renaissance en Biélorussie, en particulier face aux tentatives infructueuses de transférer Polotsk à la République socialiste fédérative soviétique de Russie en 1944. Le film de 1969 Moi, Francysk Skaryna a apporté en plus la reconnaissance de Skaryna comme la figure unique biélorusse. Lors d'un sondage réalisé en 2002, il était considéré comme un Biélorusse éminent par 61,6 %, devant Ianka Koupala, qui se classait deuxième avec 41,7 % des personnes interrogées le qualifiant de Biélorusse éminent.

Carte du Grand-duché de Lituanie superposée aux frontières modernes de la Biélorussie et de ses environs. Le litvinisme soutient l'affirmation selon laquelle le Grand-duché de Lituanie était un État créé et dirigé par les Biélorusses modernes.

Un autre personnage associé au nationalisme biélorusse est Tadeusz Kościuszko, chef de l'insurrection de Kościuszko. Après la dissolution de l'Union soviétique, Kościuszko, né près de la ville de Kossava, au sud-ouest de la Biélorussie, a commencé à être reconnu comme un héros national biélorusse. Le débat sur la reconnaissance de Kościuszko en tant que héros national biélorusse s'est intensifié depuis 2014, avec l'érection de monuments à la gloire de Kościuszko à la fois en Biélorussie et par des membres de la diaspora biélorusse. En 2019, une affirmation de l'Académie nationale des sciences de Biélorussie selon laquelle Kościuszko était polonais et américain, et non biélorusse, a suscité de nombreuses critiques et ridiculisations, conduisant l'Académie à revenir sur sa déclaration précédente et à noter qu'il était un homme politique en Biélorussie, en Pologne et aux États-Unis. Le débat sur la nationalité de Kościuszko a d'autres dimensions politiques, les groupes pro-occidentaux le considérant généralement comme biélorusse et les groupes pro-russes, dont le gouvernement biélorusse, le considérant comme polonais.
L'intérêt pour la nation et la langue biélorusses parmi les intellectuels a commencé au début du XIXe siècle, dans le cadre du réveil national biélorusse. Jan Barszczewski, Jan Czeczot et Vintsent Dunin-Martsinkyevitch, qui ont développé les bases de la langue biélorusse moderne, sont parmi les figures de cette époque. Barszczewski et Czeczot furent parmi les premiers à développer l'idée des Biélorusses en tant que groupe distinct des Polonais. À cette époque, cependant, le nationalisme biélorusse n'apparaît pas ; au contraire, deux écoles de pensée rivales cherchaient diversement à placer la Biélorussie aux côtés de la Russie ou de la Pologne. L'ancienne école s'appelait le russisme occidental. Konstanty Kalinowski, lui-même disciple de la section polonophile de l'intelligentsia biélorusse, fut le premier à promouvoir l'idée de la Biélorussie en tant que nation indépendante. S'opposaient à lui quelques-uns des linguistes les plus éminents de la langue biélorusse, parmi eux Yefim Karsky.
Historiquement, les nationalistes biélorusses ont accusé la dissolution de 1839 de l'Église unie ruthène, pendant le synode de Polotsk, d'avoir eu un effet fortement préjudiciable sur la nation biélorusse. Cependant, l'historien Grigory Ioffe a débattu de cette question, notant que s'il existe une séparation entre ceux dont les familles étaient traditionnellement catholiques et orthodoxes orientaux et que le président Alexandre Loukachenko a promu des opinions anti-catholiques, il n'y a guère de conflit ouvert entre les deux Églises. En outre, Ioffe a placé l'athéisme des Biélorusses et la croissance relativement rapide du protestantisme comme diluant les tensions religieuses historiques.

### Konstanty Kalinowski et l’insurrection de Janvier

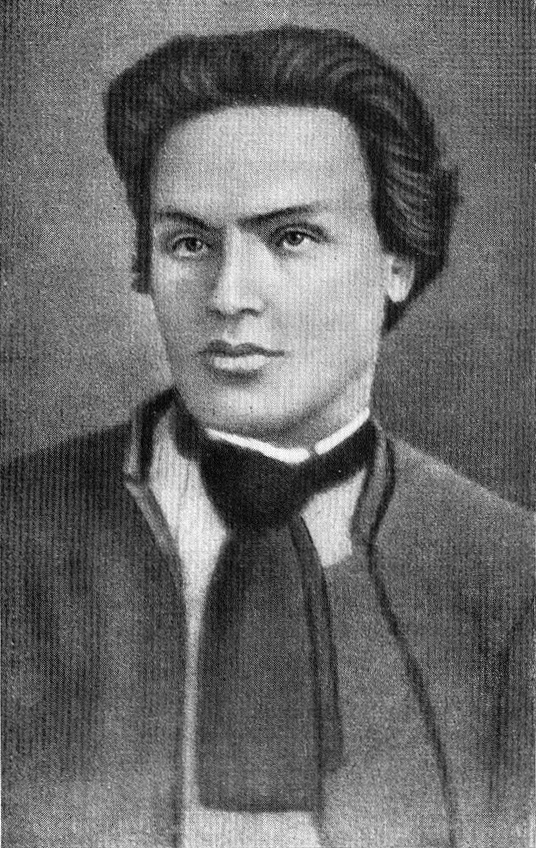
Kastous Kalinowski (en biélorusse : Кастусь Каліноўскі Kastuś Kalinoŭski), l'un des leaders de l'insurrection de Janvier, était l'un des premiers dirigeants nationalistes biélorusses.

Le nationalisme biélorusse a commencé à émerger au début des années 1860, pendant le prélude à l'insurrection de Janvier. La publication de Mużyckaja prauda, le premier journal écrit en langue biélorusse moderne, commença en 1861 sous la direction de Kastous Kalinowski (en biélorusse : Кастусь Каліноўскі Kastuś Kalinoŭski). Le journal s'oppose à l'Empire russe, appelle à la restauration de la République des Deux-Nations et de l'Union de Brest (qui est devenue impopulaire après le retour massif à l'orthodoxie orientale) et soutient une réforme agraire. En revanche, les Russes occidentaux, dirigés par Mikhaïl Koyalovitch (le principal rival politique de Kalinowski en Biélorussie), considéraient les Biélorusses comme un sous-ensemble de la nation russe, et préconisaient la conversion des catholiques à l'orthodoxie orientale.
Lorsque l'insurrection de Janvier a commencé, Kalinowski a cherché à fomenter une rébellion en Biélorussie. Selon ses écrits ultérieurs, il s'aligne sur la Pologne parce que « la cause polonaise est notre cause, la cause de la liberté » (en biélorusse : Польскае дзела гэта наша дзела, гэта вольнасці дзела). Au total, 260 batailles ont été livrées sur le territoire de ce qui est aujourd'hui la Biélorussie et la Lituanie, selon les données de la Russie impériale. On estime que 67 957 personnes ont participé au soulèvement de Biélorussie et de Lituanie, dont au moins un tiers était issu de la paysannerie (formant les Rouges, l’aile gauche de l’Insurrection), contrairement à la direction aristocratique de l'Insurrection (composant les Blancs, l'aile droite).

Cependant, l'insurrection de Janvier fut rapidement écrasée par l'armée russe. Au total, 180 personnes ont été exécutées par les autorités tsaristes pour avoir participé à l'Insurrection, bien que le pourcentage de paysans soit contesté. Un peu plus d'un an après le début de l'Insurrection, Kalinowski lui-même a été pendu à Vilnius. Les Lettres sous la potence de Kalinowski sous la potence sont devenues un cri de ralliement pour les nationalistes biélorusses, avec leur condamnation des « Moskals » et leur appel à combattre aux côtés des rebelles polonais. Une partie de l'une des lettres se trouve ci-dessous :
Il n'y a pas de plus grand bonheur sur la terre, frères, que d'avoir de l'intelligence et de l'instruction. Ce n'est qu'alors qu'il réussira à vivre dans le conseil et dans l'abondance, et seulement lorsqu'il aura prié convenablement à Dieu, qu'il méritera le Ciel, car une fois qu'il aura enrichi son intelligence de connaissances, il développera son affection et aimera sincèrement tous ses parents. Mais de même que le jour et la nuit ne règnent pas ensemble, de même l'apprentissage véritable ne va pas de pair avec l'esclavage moscovite. Tant que ça nous retombera dessus, nous n'aurons rien. Il n'y aura ni vérité, ni richesse, ni apprentissage. Ils ne nous conduiront pas comme du bétail, non pas à notre bien-être, mais à notre perdition.

C’est pourquoi, mon Peuple, dès que vous apprenez que vos frères du voisinage de Varsovie luttent pour la vérité et la liberté, ne restez pas en arrière non plus, mais, empochant tout ce que vous pouvez – un faux ou une hache – partez en communauté entière pour lutter pour vos droits humains et nationaux, pour votre foi, pour votre patrie. Car je vous le dis, ô mon Peuple, du dessous de la potence, quand il ne restera plus de Moscovite au-dessus de vous.
Malgré son prestige ultérieur, Kalinowski était une figure polarisante au moment de sa mort, son adversaire politique Jakub Gieysztor le décrivant comme un « séparatiste lituanien ». Józef Kajetan Janowski, de son côté, membre du gouvernement national polonais de l'Insurrection, appelait Kalinowski « un véritable apôtre du peuple biélorusse ». Kalinowski était également idolâtré par les rebelles polonais en tant que partisan du nationalisme polonais. Malgré les opinions divergentes sur son héritage, Kalinowski a commencé à émerger comme un héros national biélorusse dans les années 1930, alors que les établissements d'enseignement soviétiques insistaient sur son rôle dans l'histoire. Après la défaite de l'insurrection de Janvier, le nationalisme biélorusse s'estompe de la conscience, au milieu de la concurrence entre les nationalistes lituaniens, polonais, ukrainiens et russes.

## La révolution russe et la République populaire biélorusse
À partir des années 1890, le nationalisme biélorusse a commencé à réapparaître. L'appel lancé en 1891 par Francišak Bahuševič aux Biélorusses pour qu'ils s'identifient à leur nation fut suivi par la fondation de Nacha Niva à Vilnius en 1909. L'Assemblée socialiste de Biélorussie, parti politique de gauche réclamant l'indépendance de la Biélorussie, a été fondée en 1902. L'archevêque métropolitain de l'Église grecque-catholique ukrainienne André Cheptytsky a effectué une visite secrète en Biélorussie à la demande des dirigeants nationalistes Ivan Luckievič et Anton Loutskievitch. Le nationalisme biélorusse s'est particulièrement développé dans le nord et le centre du pays, où la pluralité religieuse est plus répandue que dans l'Occident catholique et l'Orient orthodoxe. Cependant, les nationalistes étaient confrontés aux problèmes de l'apathie et de l'hostilité de leurs compatriotes : la majorité de l'intelligentsia ne devenant convaincue du nationalisme biélorusse que dans les années 1890, peu de Biélorusses, pour la plupart des paysans, avaient une conscience nationale biélorusse unique et s'identifiaient principalement à la Pologne ou à la Russie, selon leur religion. Les nationalistes étaient également opposés par les intellectuels locaux d'origine paysanne et cléricale, ceux qui n'étaient pas enracinés dans l'ancienne aristocratie polonisée ou la noblesse. Ces intellectuels sont appelés russiens occidentaux ou russianistes occidentaux.
La Première Guerre mondiale a d'abord apporté peu en termes de croissance pour le nationalisme biélorusse. Cependant, après la révolution de Février, un débat public a commencé sur l'avenir de la nation biélorusse, entraînant l'implication de groupes de gauche et de droite, parmi lesquels l'Assemblée socialiste de Biélorussie et le Parti démocrate-chrétien biélorusse. Après la révolution d'Octobre, le premier congrès pan-biélorusse a été organisé, réunissant des représentants de toute la Biélorussie. Au Congrès, il a été convenu de rechercher l'indépendance, mais des désaccords sont apparus entre la gauche et la droite sur le moment de la déclaration d'indépendance. La droite, officieusement désignée sous le nom de radaŭcami (en biélorusse : Радаўцамі) et composée de délégués du Parti démocrate-chrétien et de Biélorussie occidentale, a demandé l'indépendance immédiate. D'autre part, la gauche, appelée le ablasnikami (en biélorusse : Абласнікамі) et composée de délégués de l'Assemblée socialiste de Biélorussie et de Biélorussie orientale, a demandé une confédération temporaire avec la Russie, solution plus réaliste dans le contexte de la Première Guerre mondiale et de la pauvreté généralisée en Biélorussie. A l'issue du Congrès, un compromis a été trouvé. Cependant, après le compromis, les partisans des bolcheviks ont pris d'assaut le bâtiment, se bagarrant avec les délégués.
Après que l'attaque bolchévique contre le Congrès eut été déjouée, il fut convoqué de nouveau. En réponse aux bolcheviks, la République populaire biélorusse a été proclamée à l'unanimité. Un conseiller de l'armée impériale allemande pour les affaires biélorusses a déclaré que « le sécessionnisme biélorusse, soutenu par quelques archéologues et journalistes de Vilnius, devrait être considéré comme une affaire locale sans conséquence politique ». Néanmoins, elle a marqué un tournant dans le développement de la Biélorussie en tant que nation indépendante ; pour la première fois, la Biélorussie a accédé à l'indépendance, même si celle-ci n'était pas reconnue.
Cependant, la première tentative d'indépendance de la Biélorussie a été rapidement déjouée par les forces soviétiques. Incapable de s'établir et avec son existence aux caprices de ses voisins, la République populaire biélorusse est devenue un dommage collatéral de la guerre polono-soviétique. Selon la paix de Riga, la partie occidentale du pays a été annexée à la Seconde République polonaise, et la moitié orientale est devenue la République socialiste soviétique de Biélorussie, qui est elle-même devenue membre fondateur de l'Union soviétique en 1922. Désormais divisés entre deux nations, les nationalistes biélorusses ont suivi deux tendances différentes, un processus qui s'est poursuivi jusqu'à la réunification du pays sous la domination soviétique en 1939.

## Entre-deux-guerres

### En Pologne

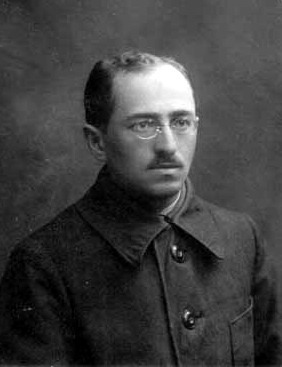
Branislaw Tarachkievitch, un partisan du nationalisme religieux protestant et du socialisme.

En Pologne, le nationalisme biélorusse divergeait sur plusieurs fronts, dont peu ont survécu à la domination polonaise sur la région. Une première branche du nationalisme biélorusse qui a émergé dans les années 1920 a souscrit au protestantisme, plutôt qu'au catholicisme grec, comme foi unificatrice pour les Biélorusses. Les Églises protestantes, qui avaient commencé leur activité missionnaire en Biélorussie au cours de cette décennie, disposaient de ressources que les voix nationalistes biélorusses estimaient pouvoir consacrer au développement de la Biélorussie. Le mouvement protestant, en revanche, considérait les dirigeants locaux comme des personnalités importantes pour aider leur activité missionnaire. À la suite de l'activité missionnaire protestante mêlée au nationalisme, le Nouveau Testament a été traduit en biélorusse par la British and Foreign Bible Society.
Les nationalistes biélorusses protestants n'ont pas souscrit exclusivement à une branche particulière du protestantisme ; certains, comme Branislaw Tarachkievitch, sont devenus des adeptes du méthodisme, tandis que d'autres sont devenus associés au baptisme. En outre, d'autres, comme Anton Luckievich, se sont convertis au calvinisme. La principale représentation du pouvoir politique protestant en Biélorussie occidentale était l'Union des paysans et des travailleurs biélorusses, qui, tout en ayant officiellement une plate-forme d'ambivalence à l'égard de la religion, était dirigée exclusivement par des protestants. Ces mêmes nationalistes protestants étaient liés au Parti communiste de Biélorussie occidentale, avec le leader méthodiste biélorusse Haliach Laukovitch-Leuchyk disant : « J'imagine le socialisme évangélique, ou le communisme, dirigé par le Christ. » L'Union des paysans et des travailleurs biélorusses s'est effondrée en 1928 après l'arrestation de ses dirigeants par le gouvernement polonais en raison de préoccupations concernant leur soutien à l'Union soviétique.
Le Parti national-socialiste biélorusse, dirigé par Fabijan Akinčyc, a été fondé en 1933 et est devenu une force supplémentaire du nationalisme biélorusse. En adhérant au nazisme, le Parti national-socialiste bélarussien considère la polonisation et la russification comme des menaces pour la nation biélorusse et met l'accent sur l'antisémitisme, en blâmant les Juifs pour les malheurs économiques de la Biélorussie. Akinčyc, qui avait des liens avec le ministère des Affaires étrangères du parti nazi, reçut l'attention du gouvernement polonais et l'interdiction des activités du parti dans la voïvodie de Wilno. Cette interdiction, ainsi que d'autres interdictions dans les voïvodies de Polésie, de Białystok et de Nowogródek, a conduit à la marginalisation du parti et Akinčyc quittant la Pologne pour Berlin au printemps 1939, où il s'est fait discret.

### En Union soviétique
Le nationalisme biélorusse a reçu le soutien de l'État dans le cadre des politiques d'indigénisation de l'Union soviétique. À la différence de la Pologne, où le nationalisme biélorusse s'est développé sous plusieurs formes concurrentes, le nationalisme biélorusse en Union soviétique s'est essentiellement développé selon les mêmes principes que ses ancêtres du XIXe siècle - pro-occidental ou pro-russe. La tendance pro-occidentale des intellectuels biélorusses a d'abord dominé la direction de la RSS de Biélorussie, et a reçu un coup de fouet de l'émigration de douze intellectuels de Biélorussie polonaise. Cependant, avec la promotion d'un plus grand nombre de paysans biélorusses aux postes de direction de la RSS, la faction pro-occidentale a été marginalisée avant d'être complètement liquidée lors des Grandes Purges du milieu des années 1930.
Il y eut en outre des soulèvements contre le contrôle soviétique de la Biélorussie, comme le soulèvement de Sloutsk, mais ils furent infructueux.

## Seconde Guerre mondiale
La Seconde Guerre mondiale a été un événement important dans l'histoire de la Biélorussie et a conduit à des changements sismiques dans la culture et la politique biélorusses. Le nationalisme biélorusse est entré dans la guerre sans beaucoup de considération pour son statut par les forces allemandes. Ce n'est qu'après l'assassinat de Wilhelm Kube en 1943, deux ans après l'occupation de la Biélorussie par l'Allemagne nazie, que des tentatives ont été faites pour accorder aux Biélorusses une autonomie visible. La Rada centrale biélorusse, dirigé par Radoslav Ostrovski, a été créé et autorisé à utiliser les symboles nationaux biélorusses, tels que le drapeau blanc-rouge-blanc de la République populaire biélorusse.
Le 27 juin 1944, peu après la reprise de Minsk par l'Armée rouge, le deuxième congrès pan-biélorusse a lieu à l'Opéra de Minsk. L'antisémitisme a également été adopté par le deuxième congrès pan-biélorusse, le président Yaukhim Kipel affirmant que toute assemblée de Biélorusses convoquée par le gouvernement soviétique était juive à 40 % au moins, et donc non représentative du peuple biélorusse. Peu après, les forces collaboratrices s'enfuient vers l'ouest avec les forces allemandes en retraite. Certains ont ensuite fui aux États-Unis. Les forces collaboratrices des nationalistes biélorusses ont également été utilisées par les Allemands dans le cadre d'une tentative visant à fomenter une insurrection en Biélorussie soviétique, sans grand succès. Mikhal Vitouchka et Ousivalad Rodjka faisaient partie de ces recrues.
Cependant, le nationalisme biélorusse n'était pas réservé aux collaborateurs. Le nationalisme biélorusse était soutenu par certains participants combattant aux côtés des Alliés, dont Vincent Jouk-Hryckievitch (plus tard président de la Rada de la République démocratique biélorusse) et Alexandre Nadson (un prêtre grec-catholique biélorusse), tous deux membres de l'armée d'Anders. Du côté soviétique, de futurs nationalistes biélorusses ont également participé au mouvement partisan biélorusse, parmi lesquels Alès Adamovitch.
Les collaborateurs biélorusses restent un sujet controversé en Biélorussie, invoqués par le président Alexandre Loukachenko pour justifier l'interdiction du drapeau blanc-rouge-blanc et d'autres symboles utilisés par l'opposition biélorusse. Cependant, contrairement à ce que prétend le gouvernement biélorusse, les partisans bélarussiens ont, pour l'essentiel, constitué la base du nationalisme bélarussien, fait évoqué à la fois par le gouvernement et par l'opposition. Malgré cela, certaines organisations de droite au sein de l'opposition ont cherché à réhabiliter l'image des collaborateurs, dont le Malady Front.

## Après la guerre
Après la guerre, la section pro-occidentale du nationalisme biélorusse a de nouveau disparu du débat public. À cette époque, cependant, la section pro-russe des nationalistes biélorusses voyait se poser les bases de son existence moderne. L'actuel drapeau de la Biélorussie a été adopté en 1951, et la commémoration des partisans soviétiques est devenue une part importante du gouvernement biélorusse, dirigé presque entièrement par d'anciens partisans jusqu'à la fin des années 1970. Piotr Macherov, premier secrétaire du Parti communiste de Biélorussie de 1964 à 1980, a mis l'accent sur la reconnaissance du mouvement partisan, y compris la construction de monuments commémorant le massacre de Katyń et le mouvement partisan. Dans un sondage réalisé en 2002 par Grigory Ioffe, 23 % des Biélorusses ont cité Macherov comme un Biélorusse éminent. En comparaison, 20 % des Biélorusses ont qualifié Kalinowski de Biélorusse éminent. La plupart des symboles des nationalistes biélorusses pro-russes (dont le groupe Pesniary) ont commencé à cette époque.

### La voie vers l’indépendance (1988-1991)

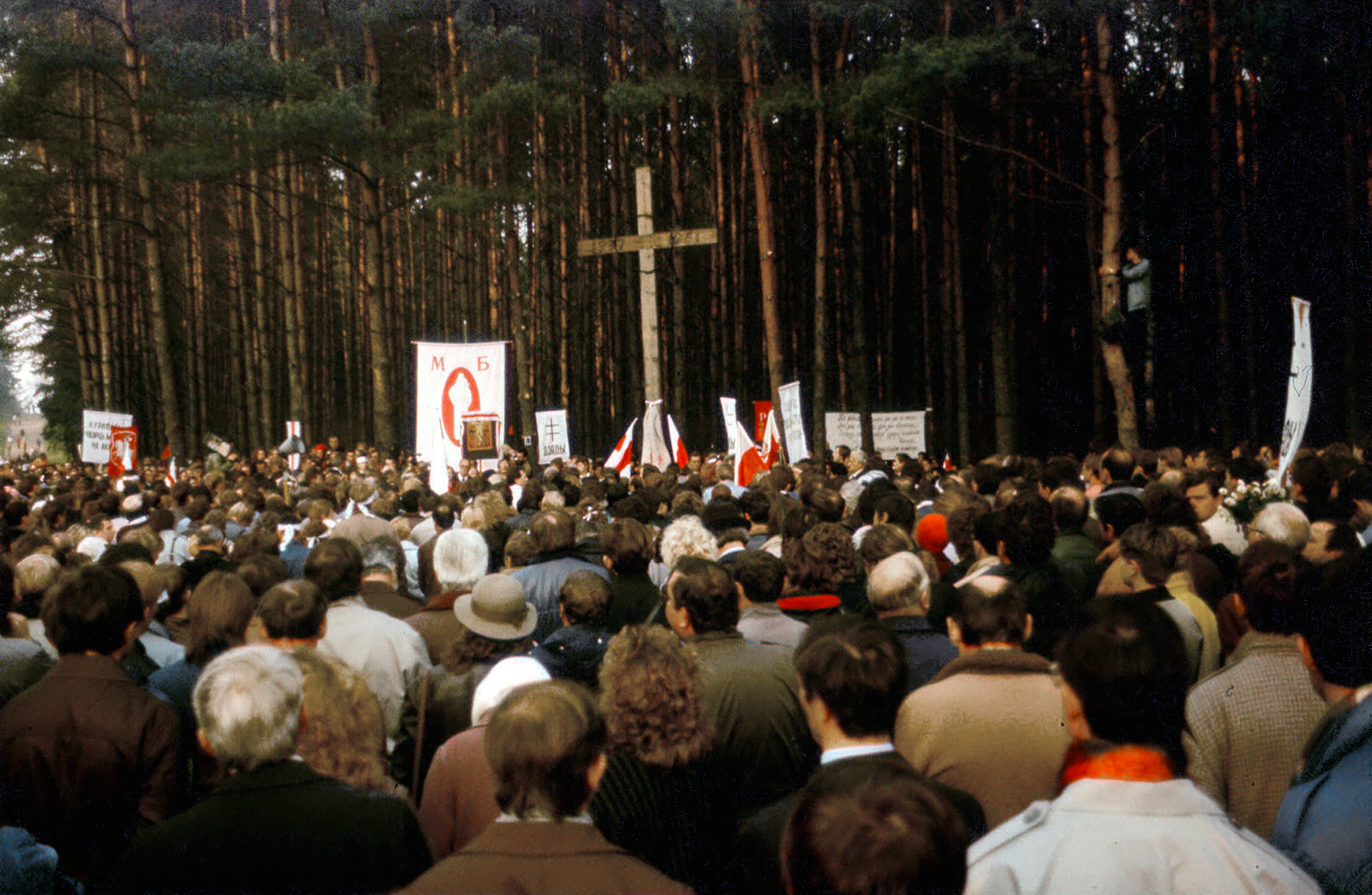
Une réunion de 1989 à Kourapaty, un charnier stalinien situé près de Minsk.

Huit ans après la mort soudaine de Macherov en 1980, le mouvement nationaliste biélorusse a commencé à réémerger, cette fois sous la direction du jeune historien Zianon Pazniak. La découverte par Pazniak en 1988 du site du charnier de Kourapaty a provoqué une réaction généralisée contre le gouvernement soviétique. À l'époque, le gouvernement soviétique a tenté en vain de dépeindre Kourapaty comme un site de charnier nazi et non soviétique. À peu près au même moment, les factions pro-occidentales et pro-russes du mouvement nationaliste commencèrent à s'affronter ouvertement. Le Parti du front populaire biélorusse a été créé en 1989 sous la direction de Pazniak, et 37 de ses membres ont été élus un an plus tard, lors des élections du Soviet suprême biélorusse de 1990.
La première grande action de protestation des nationalistes biélorusses a été les grèves de 1991. Commencées comme un mouvement contre les hausses d'impôts par la réforme monétaire soviétique de 1991, les grèves ont rapidement reçu l'appui du Front populaire biélorusse et se sont transformées en une protestation plus large contre le pouvoir soviétique en Biélorussie et en faveur d'une plus grande autonomie de la RSS de Biélorussie. Bien que les revendications plus nationales des grèves aient été rejetées par le gouvernement soviétique, la Biélorussie n'est devenue indépendante que quelques mois plus tard, après la tentative de coup d'État soviétique de 1991.

## Depuis la dissolution de l'URSS

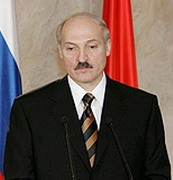
Alexandre Loukachenko a soutenu de diverses manières le nationalisme biélorusse pro-russe et l'union avec la Russie.

Après l'indépendance de la Biélorussie, la section nationaliste pro-occidentale, dirigée par Pazniak et Stanislaw Chouchkievitch, un ancien fonctionnaire catholique communiste, a pris le pouvoir. Des tentatives ont été faites pour rétablir la langue biélorusse, qui avait été considérablement diminuée par la russification sous le régime de Macherov; une loi de 1990 a établi le biélorusse comme seule langue officielle et, en 1995, 70 à 80 % des écoles enseignaient en biélorusse. Pazniak a également exhorté sans succès le gouvernement à attaquer le mode de pensée pro-russe.
L'élection présidentielle biélorusse de 1994 a marqué un conflit important entre les groupes nationalistes pro-russes et pro-occidentaux. Dans le premier camp se trouvait Alexandre Loukachenko, un gestionnaire agricole collectif de l'est du pays. Dans le dernier se trouvaient Pazniak et Chouchkievitch. Loukachenko a remporté les élections et s'est rapidement mis à renverser la tendance à la biéloranisation menée par le gouvernement de 1991 à 1994. En 1995, Loukachenko a organisé un référendum pour établir le russe comme langue co-officielle avec le biélorusse et rétablir les symboles de la RSS de Biélorussie. Le référendum a été un succès avec 64,8 % de participation, bien que les résultats aient été largement condamnés comme étant truqués par l'opposition et l'Organisation pour la sécurité et la coopération en Europe (OSCE). De son côté, Loukachenko a affirmé qu'il n'était pas impliqué dans la russification, accusant au contraire Macherov.

### Premières activités anti-Loukachenko (1994-1999)
Les protestations contre Loukachenko par les nationalistes biélorusses pro-occidentaux ont commencé peu après son élection et se sont intensifiées après le référendum de 1995. Face au basculement de Loukachenko sur la politique de la Biélorussie vis-à-vis de la Russie, des manifestations ont commencé à Minsk. Connues sous le nom de Printemps de Minsk, les manifestations ont vu la participation de plusieurs organisations nationalistes comme le Front populaire biélorusse et l'Assemblée nationale ukrainienne - Autodéfense ukrainienne. Les manifestations ont été réprimées, entraînant la fuite de Pazniak en Pologne, et le processus d'intégration avec la Russie s'est poursuivi jusqu'à la Marche de la Liberté de 1999. À la suite de la Marche de la Liberté, l'Union de la Russie et de la Biélorussie n'a pas su se concrétiser.

### 2000-2022
Après le succès de la Marche de la Liberté, le mouvement nationaliste biélorusse a diminué en visibilité. Des manifestations subséquentes ont eu lieu l'année suivante avec l'approbation du gouvernement. Des organisations comme le Malady Front ont continué d'exister, mais n'ont pas réussi à prendre le contrôle du pays. Au fil du temps, Loukachenko s'est peu à peu éloigné de la Russie, éloignement marqué notamment par la guerre du lait de 2009, un conflit diplomatique concernant les tentatives russes de privatisation de l'industrie laitière biélorusse.
En septembre 2019, Loukachenko a affirmé que la ville polonaise de Białystok était une terre biélorusse et a justifié l'invasion soviétique de la Pologne comme une « défense » de la Biélorussie occidentale contre les nazis.
Lors de l'élection présidentielle biélorusse de 2020, Loukachenko a accusé le gouvernement russe de tenter de déstabiliser le pays et a affirmé que l'opposition avait reçu le soutien de mercenaires du groupe Wagner dans une tentative d'attentat terroriste. Les membres de l'opposition accusent à l'inverse Loukachenko de vendre le pays à des acteurs étrangers, Alès Bialiatski qualifiant son gouvernement de « régime d'occupation » avant son arrestation en 2021. La Russie a également permis la répression gouvernementale lors des manifestations biélorusses de 2020-2021, le président russe Vladimir Poutine ayant déclaré que l'armée russe était prête à intervenir militairement si cela s'avérait nécessaire.
En réaction aux manifestations biélorusses de 2020-2021, les autorités officielles biélorusses ont envisagé d'assimiler le drapeau blanc-rouge-blanc et le slogan « Vive la Biélorussie ! » avec le symbolisme nazi. Toutefois, les Bélarussiens ont exprimé leur désaccord à la Chambre des représentants de l'Assemblée nationale de la république de Biélorussie selon lequel le drapeau blanc-rouge-blanc est extrémiste. En novembre 2022, les autorités biélorusses ont inclus le slogan « Vive la Biélorussie ! » dans la liste des symboles nazis, malgré son utilisation beaucoup plus ancienne que la montée au pouvoir d'Adolf Hitler et la création du parti nazi (le slogan « Vive la Biélorussie ! » a été utilisé pour la première fois en 1905-1907 par le poète biélorusse Ianka Koupala),. En outre, il y a eu des cas en 2022 où des personnes en Biélorussie ont été arrêtées ou même condamnées à plusieurs années de prison pour avoir utilisé le symbole de la Pahonie lorsqu'elles l'avaient peint en public ou laissé un autocollant la représentant,. Ihar Marjaliouk, homme politique et historien pro-Loukachenko, a qualifié le drapeau blanc-rouge-blanc et le symbolisme moderne de la Pahonie d'extrémistes/nazis,.

### Depuis 2022

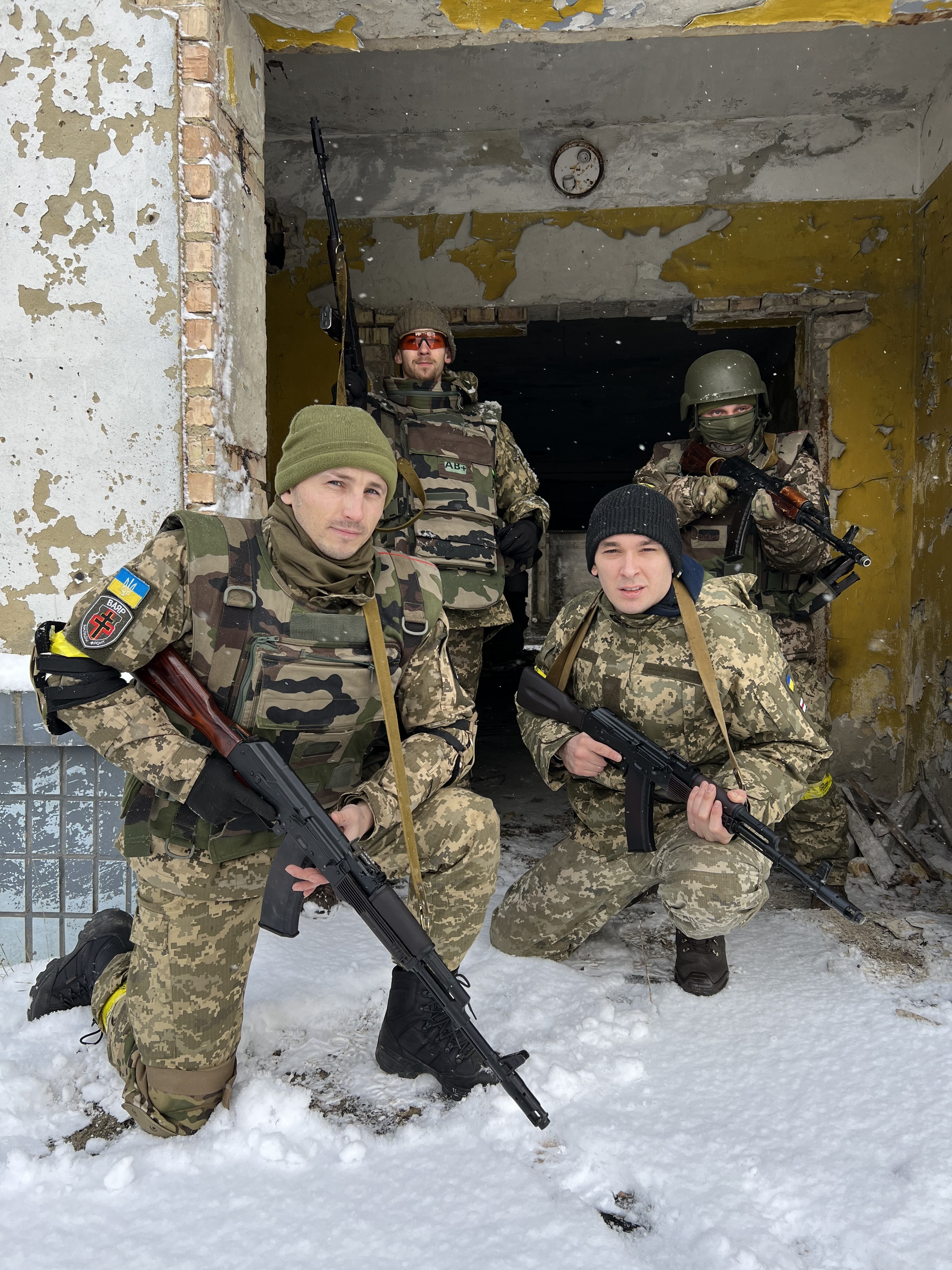
Volontaires biélorusses combattant dans les forces armées ukrainiennes pendant l'invasion russe de l'Ukraine en 2022.

Depuis le début de l'invasion russe de l'Ukraine en 2022, lancée en partie depuis le territoire de la Biélorussie, les craintes d'une éventuelle annexion du pays par la Russie se sont accrues. Loukachenko a largement soutenu la Russie sur le plan diplomatique, mais a refusé d'impliquer directement l'armée biélorusse dans les combats. The Kyiv Independent, un média ukrainien, a qualifié la Biélorussie de Loukachenko en 2022 d'« indépendante à peine du Kremlin », soulignant la dépendance économique et militaire de la Biélorussie vis-à-vis de la Russie, des efforts visant à supprimer l'usage de la langue biélorusse et la présence militaire russe en Biélorussie.
Les activistes de l'opposition biélorusse ont affirmé que la Biélorussie est actuellement occupée par la Russie et ont soutenu une résolution de la Verkhovna Rada (le parlement ukrainien) d'octobre 2022 classant la Biélorussie comme un « territoire temporairement occupé » de la Russie. Des spécialistes contestent cependant cette qualification, comme le politologue biélorusse Valer Karbalevich, qui déclare que « La Biélorussie n'est pas occupée. Mais sa dépendance vis-à-vis de la Russie est aujourd'hui énorme en termes de politique militaire, étrangère, idéologique et de politique d'information ».
Le 14 août 2023, Vladislav Zhivitsa (anciennement fugitif de Russie) et Yan Rudzik ont tenu une conférence de presse au cours de laquelle ils ont annoncé leur intention de recréer l'État indépendant de Smolensk en étroite union avec la Biélorussie et d'autres pays dont les territoires faisaient partie du Grand-duché de Lituanie, car « Smolensk est une terre biélorusse occupée par Moscou », et de créer une unité de combat de la république de Smolensk au sein du régiment Kastous-Kalinowski.

### Nationalistes biélorusses en Ukraine
Face à l'autoritarisme croissant de Loukachenko, plusieurs nationalistes biélorusses ont fui vers le sud en Ukraine. Avant le début de la guerre russo-ukrainienne, Mykhailo Zhyznevskyi, qui avait fui la Biélorussie pour l'Ukraine et rejoint l'Assemblée nationale ukrainienne – Autodéfense ukrainienne, a été tué pendant l'Euromaïdan. Après le déclenchement de la guerre, les nationalistes biélorusses ont formé des unités militaires soutenant l'Ukraine. Parmi les plus notables d'entre eux, le régiment Kastous-Kalinowski, formé après l'invasion russe de l'Ukraine en 2022, se bat également pour l'indépendance de la Biélorussie vis-à-vis de la Russie.